# 洛克薩
洛克薩是愛沙尼亞哈尔尤县的城市型市鎮。面積为3.82平方公里，2021年时人口数量为2,561人。该市镇位于芬兰湾海岸，在塔林以东约60公里处，为爱沙尼亚最北的城市。